# Oh Yoon-kyung
Dans ce nom coréen, le nom de famille, Oh, précède le nom personnel.
Oh Yoon-kyung, né le 6 août 1941, est un footballeur international nord-coréen, évoluant au poste de défenseur.

## Carrière
Oh est sélectionné dans l'équipe nord-coréenne pour la Coupe du monde 1966. Remplaçant lors du match contre l'Union Soviétique, il joue les trois autres matchs de son équipe, face au Chili, l'Italie et le Portugal.